# Turtleneck & Chain
Turtleneck & Chain è il secondo album studio del gruppo comedy rap statunitense The Lonely Island, pubblicato nel 2011.

## Tracce
CD
1. We're Back! – 1:50 (Andy Samberg, Akiva Schaffer, Jorma Taccone, B. Long, B. Lamela)
2. Mama – 1:59 (Andy Samberg, Akiva Schaffer, Jorma Taccone)
3. I Just Had Sex (feat. Akon) – 2:46 (Andy Samberg, Akiva Schaffer, Jorma Taccone, Justin Franks, Jerrod Bettis)
4. Jack Sparrow (feat. Michael Bolton) – 3:07 (Andy Samberg, Akiva Schaffer, Jorma Taccone, Michael Woods)
5. Attracted to Us (feat. Beck) – 1:52 (Andy Samberg, Akiva Schaffer, Jorma Taccone, Beck Hansen, Cole M. Greif-Neill)
6. Rocky – 2:33 (Andy Samberg, Akiva Schaffer, Jorma Taccone, Larry James Hamilton, Albert Savoy, Elijah Walker, Mark Potsic)
7. My Mic - Interlude – 0:22 (Andy Samberg, Akiva Schaffer, Jorma Taccone)
8. Turtleneck & Chain (feat. Snoop Dogg) – 2:44 (Andy Samberg, Akiva Schaffer, Jorma Taccone, Calvin Broadus, Jim Coleman)
9. Shy Ronnie 2: Ronnie & Clyde (feat. Rihanna) – 2:26 (Andy Samberg, Akiva Schaffer, Jorma Taccone, T. Williams)
10. Trouble on Dookie Island – 2:09 (Andy Samberg, Akiva Schaffer, Jorma Taccone, Long, Lamela)
11. Falcor vs. Atreyu - Classy Skit #1 – 0:29 (Andy Samberg, Akiva Schaffer, Jorma Taccone)
12. Motherlover (feat. Justin Timberlake) – 2:49 (Andy Samberg, Akiva Schaffer, Jorma Taccone, Drew Campbell, Asa Taccone, Justin Timberlake)
13. The Creep (feat. Nicki Minaj and John Waters) – 2:39 (Andy Samberg, Akiva Schaffer, Jorma Taccone, S. Jung, Onika Maraj)
14. Watch Me Do Me - Classy Skit #2 – 0:27 (Andy Samberg, Akiva Schaffer, Jorma Taccone, Campbell)
15. Threw It on the Ground – 2:38 (Andy Samberg, Akiva Schaffer, Jorma Taccone, Campbell)
16. Japan – 2:30 (Andy Samberg, Akiva Schaffer, Jorma Taccone, Williams)
17. After Party (feat. Santigold) – 2:52 (Andy Samberg, Akiva Schaffer, Jorma Taccone, M. Midttun)
18. No Homo – 2:02 (Andy Samberg, Akiva Schaffer, Jorma Taccone, Long, Byrd)
19. No Homo Outro – 0:41 (Willie Clarke, Clarence Reid)

Traccia bonus nell'edizione deluxe di iTunes
1. Reba (Two Worlds Collide) – 2:23

DVD
1. We're Back! – 1:53
2. I Just Had Sex – 2:50
3. The Creep – 2:40
4. Motherlover – 3:05
5. Shy Ronnie 2: Ronnie & Clyde – 2:54
6. Threw It on the Ground – 2:41
7. We'll Kill U – 2:07
8. Reba (Two Worlds Collide) – 2:23
9. Great Day (Clean) – 2:17

## Classifiche
| Classifica (2011)     | Posizione migliore |
| --------------------- | ------------------ |
| Billboard 200         | 3                  |
| Rap Albums            | 1                  |
| ARIA Charts           | 15                 |
| RIANZ                 | 40                 |
| VG-lista              | 13                 |
| Track Top-40          | 31                 |
| Official Albums Chart | 26                 |